# Llambillas
Llambillas (en catalán y oficialmente desde 1981 Llambilles) es un municipio español de la comarca del Gironés en la provincia de Gerona, Cataluña, situado al sureste de la comarca y en el límite con la del Bajo Ampurdán. 
Está entre Quart, Fornells de la Selva i Casssà de la selva.

## Demografía
Llambillas cuenta con una población de 730 habitantes (INE 2024).
| Gráfica de evolución demográfica de Llambillas entre 1842 y 2021                                                    |
| |
| Población de derecho según los censos de población del INE Población de hecho según los censos de población del INE |

## Economía
Agricultura, ganadería y pequeñas industrias.

## Historia
Aparece documentado por primera vez en 892, con la forma Lambiliolas.

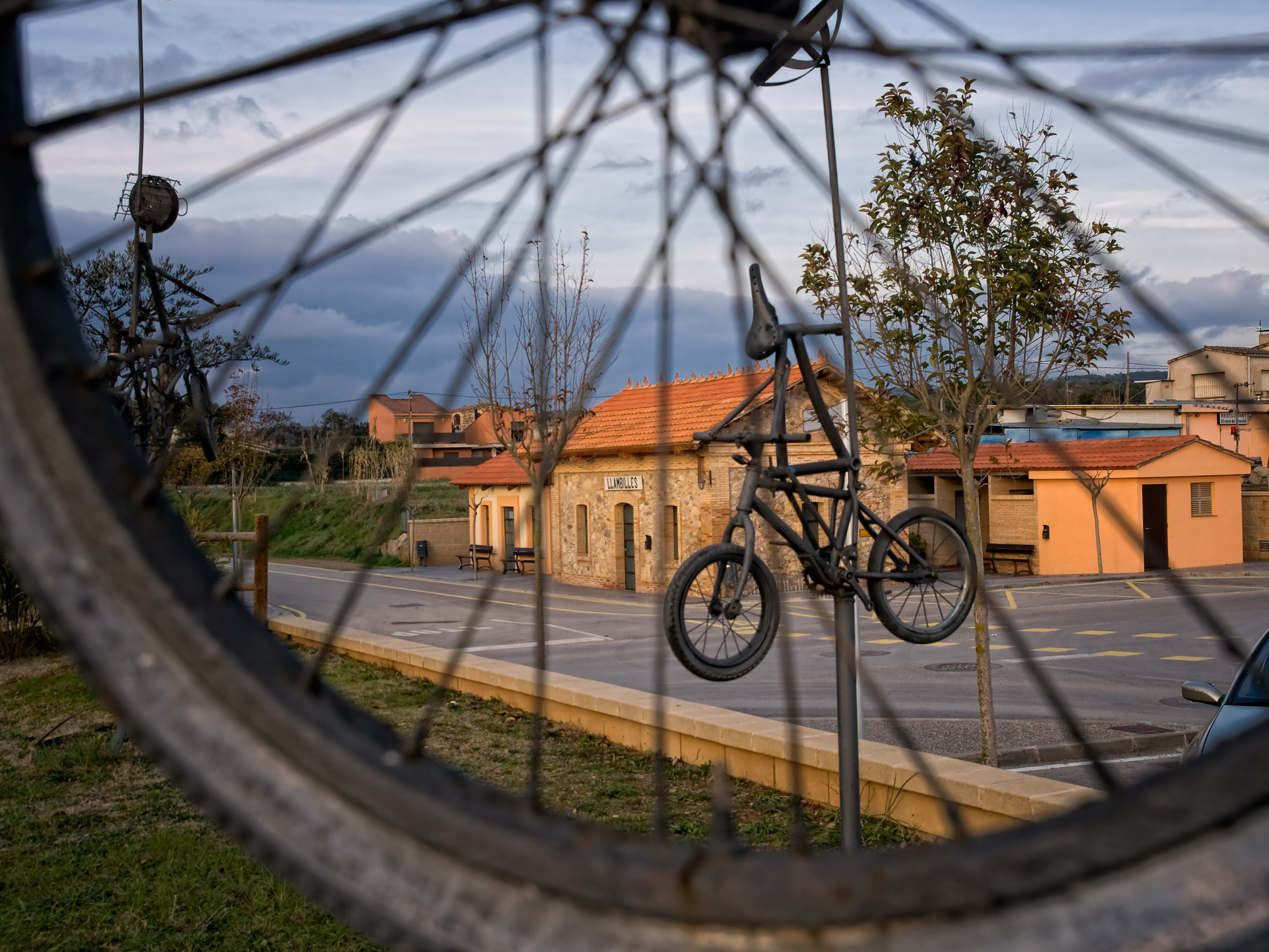
Estación del carrilet

## Lugares de interés
- Iglesia de San Cristóbal, de origen románico, muy modificada con elementos góticos y barrocos.
- Ermita de San Cristóbal del Bosque, de origen románico, muy reformada.
- Capilla de la Virgen de la Piedad, de origen románica, muy reformada.